# Ingrid van Willenswaard
Ingrid van Willenswaard, is een blogster en auteur van boeken over creatief handwerken uit Amsterdam. Haar boeken liggen op het gebied van doe-het-zelf. Ze werkt veel met vintage stoffen, haar werkt varieert van haken en breien tot tekenen en papier vouwen.
Ze werkt als illustrator voor het magazine Flow.